# Pagönnienstraße

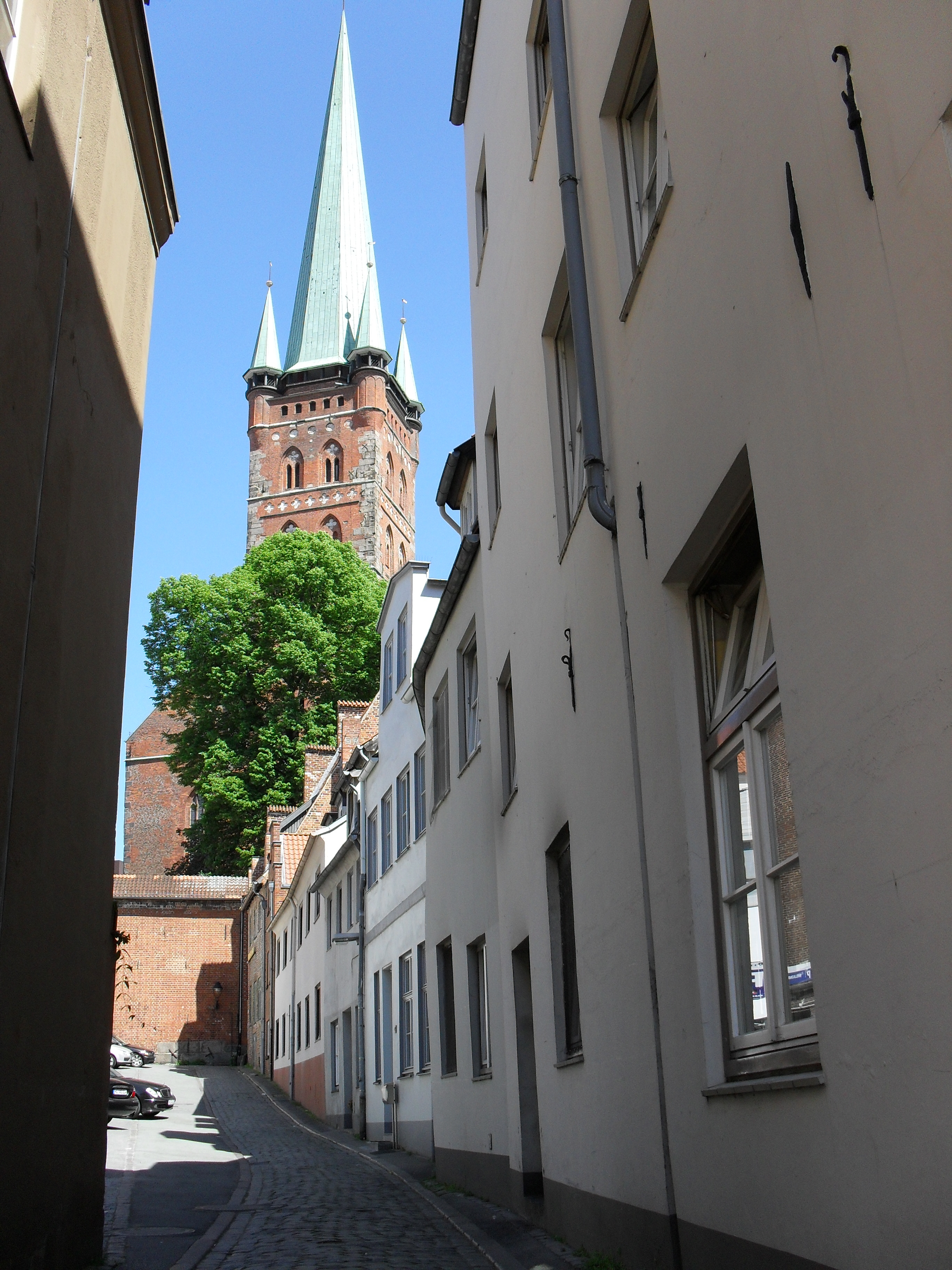
Die Pagönnienstraße, Blick in Richtung Petrikirche

Die Lage der Pagönnienstraße, rot markiert auf einem Stadtplan von 1910

Die Pagönnienstraße ist eine Straße der Lübecker Altstadt.

## Lage
Die etwa 70 Meter lange Pagönnienstraße befindet sich im südwestlichen Teil der Altstadtinsel, dem Marien Quartier. Sie beginnt am Kolk, unterhalb der Petrikirche, und verläuft annähernd westwärts, bis sie in die Straße An der Obertrave einmündet und endet.

## Geschichte
Für die kurze und eher unbedeutende Pagönnienstraße sind über die Jahrhunderte mehr Straßennamen und Bezeichnungsvarianten überliefert als für die meisten anderen Straßen der Lübecker Altstadt. Dabei ist der heute festgelegte Name, zustande gekommen durch eine lange Reihe von teils bizarr wirkenden Verballhornungen und Fehldeutungen, weitgehend inhaltslos: Der Begriff Pagönnien existiert nicht; weder handelt es sich um einen niederdeutschen Ausdruck, noch gab es je eine Ordensgemeinschaft dieses Namens oder eine wenig bekannte Heilige namens Pagönnia, wie gelegentlich vermutet wird.
- Bei der ersten urkundlichen Erwähnung 1317 lautete der lateinische Name schlicht Parva platea (Kleine Straße)
- 1346: Parva platea, qua itur ad sanctum Petrum (Kleine Straße, die nach St. Petri führt)
- 1356: Parva platea, qua descenditur ad sinistrum de sancto Petro (Kleine Straße, die links von St. Petri hinabführt)
- 1421: Parva platea, vulgariter in der Procanien prope plateam Holsatorum (Kleine Straße, gemeinhin in der Procanien genannt, nahe der Holstenstraße). Dieser Name wurde zum Ursprung des heutigen; der Begriff in der Procanien ist vermutlich bereits verfälschend hergeleitet vom lateinischen Wort porcus für Schwein, wohl zurückgehend auf hier befindliche Schweineställe. Eine ebenso wahrscheinliche andere Deutung führt den Namen auf den niederdeutschen Begriff Proge zurück, der so viel bedeutete wie Gesindel, niederes Volk und den Charakter der Gasse als Gegend armer oder schlecht beleumundeter Bewohner beschrieb. Procanien wird über die folgenden Jahrhunderte bis zur Unkenntlichkeit verändert
- 1428: Platea Braccanicarum sowie die niederdeutsche Version Barkanyenstrate
- 1430: Borkenyenstrate
- 1433: Parkonienstrate
- 1441: Burgunnienstrate
- 1443: Procanienstrate
- 1448: Burgundienstrate
- 1450: Brokinyen
- 1451: Broknigenstrate
- 1456: Broghonnienstrate
- 1459: Progonenstrate
- 1460: Pargonienstrate
- 1463: Borkoningestrate
- 1464: Brockoningestrate
- 1491: Prockgonienstrate
- 1563: Progonnienstrate
- 1564: Prochgonienstrate
- 1570: Progonyenstrate
- 1614: Pockonienstraße
- 1700: Pogonienstraße
- 1767: Beganienstraße sowie Pajönnienstraße

1852 wurde der heutige Name amtlich festgelegt.

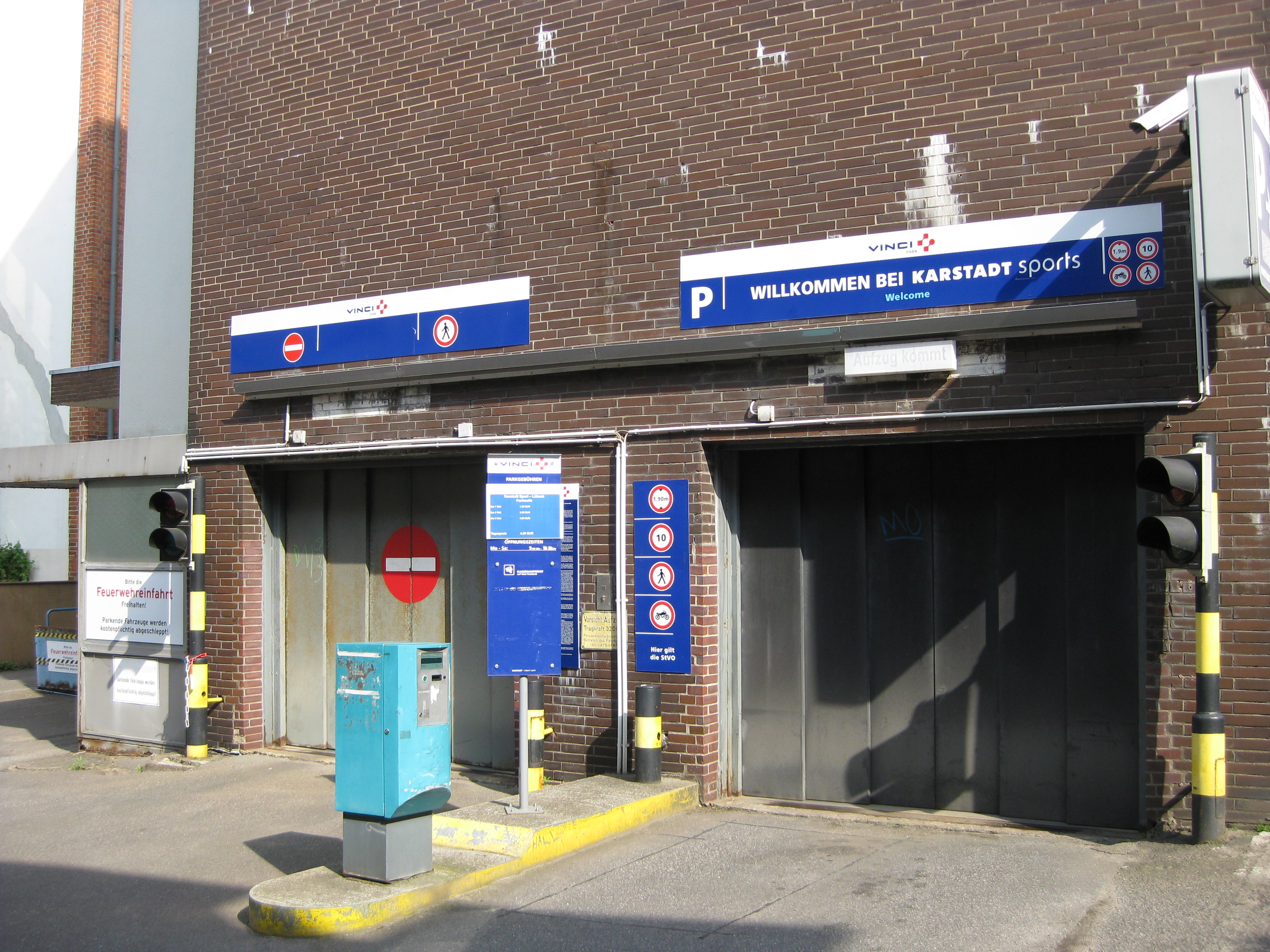
Ein- und Ausfahrt des Karstadt-Aufzugs

Beim Bombenangriff vom März 1942 wurde die historische Bebauung auf der Nordseite der Straße zerstört; beim Wiederaufbau nach dem Zweiten Weltkrieg wurde die alte Bauflucht nicht wieder hergestellt; heute beherrscht die schmucklose Rückfront eines in den 1960er Jahren errichteten Kaufhauses mit Einfahrt/Ausfahrt zum PKW-Aufzug zum Parkdeck auf dem Dach sowie mit einigen Parkplätzen diese Straßenseite, wodurch Raumeindruck und Maßstäbe der gesamten Straße verlorengingen. Früher befand sich hier das Cleysen Armenhaus (Nrn. 2–12).
Auf der Südseite befinden sich erhaltene historische Gebäude, vorwiegend schlichte Häuser des späten 18. und frühen 19. Jahrhunderts.

## Gänge und Höfe
Von der Pagönnienstraße ging einer der Lübecker Gänge und Höfe ab (nach Hausnummern):
- 5: Wendelsaal, ein kleiner Wohngang mit vier Wohnungen und zwei Sälen.